# Zawieprzyce (gmina)
Zawieprzyce (od 1877 Spiczyn) – dawna gmina wiejska istniejąca w XIX wieku w guberni lubelskiej. Siedzibą władz gminy były Zawieprzyce.
Za Królestwa Polskiego gmina Zawieprzyce należała do powiatu lubartowskiego w guberni lubelskiej.
Gmina została zniesiona w 1877 roku przez przemianowanie na  gmina Spiczyn.